# Joannes Cobidas
Joannes Cobidas fou un jurista romà d'Orient que sembla que hauria viscut poc temps després de Justinià I.
El seu cognom s'esmenta també com Gobisas, Cobidius i altres formes. A la Basilica, una obra jurídica de Lleó VI el Filòsof que incorpora un gran nombre de lleis i constitucions (codis) anteriors, Joannes Cobidas cita a Ciril, un jurista contemporani de Justinià.
Va escriure uns comentaris sobre de Procuratoribus et Defensibus, inclosos al Digesta i al Codi de Justinià, que, ordenats i traduïts al grec, formen el vuitè llibre de la Basilica. Probablement és el mateix Joannes Cubidius (o Cobidius, Convidius, etc.) que va escriure Ποιναλίον, un tractat sobre els càstigs.